# 永邦区
永邦区，是缅甸佤邦南部地方行政管理委员会下辖的一个区。在缅甸官方区划中，永邦隶属于掸邦孟萨县孟萨镇区。

## 行政区划
永邦区下辖8乡：
- 南阳乡
- 永邦乡：六村[4]
- 大寨乡
- 永缪乡
- 兴隆乡
- 勐隆乡
- 和平乡
- 永公乡